# Jacques Bernier (ingénieur)
Pour les articles homonymes, voir Jacques Bernier et Bernier.
Jacques Bernier est un ingénieur et inventeur français spécialisé dans les systèmes de pompe à chaleur. Plusieurs fois récompensé au concours Lépine, il a déposé plus de 70 brevets de systèmes thermiques.

## Systèmes créés ou améliorés
Jacques Bernier a déposé plus de 70 brevets depuis 1974.
En 1976, Jacques Bernier crée la première pompe à chaleur à capteur évaporateur solaire sans vitrage
En 2018, il présente au concours Lépine un convecteur aérosolaire. Durant le même concours, il présente également un capteur solaire de production d’énergie électrique et de chaleur à effet Seebeck.
Il a fondé l'entreprise Air Pac devenue Aldes, ainsi que le bureau d'études Bernier Énergies.

## Récompenses
En 1980, Jacques Bernier reçoit la médaille de l'Académie des sciences.
Durant l'édition 2017 du concours Lépine, il remporte le prix de l'Assemblée Nationale, qui l'a distingué pour une installation de production d'énergie électrique fonctionnant avec de la vapeur produite par des capteurs solaires où s'évapore du butane liquide,.
Durant l'édition 2018 du [concours Lépine], il remporte trois médailles, deux d'or et une d'argent, ainsi que trois prix,,.

## Ouvrages
- Jacques Bernier, La pompe de chaleur : mode d'emploi : De la théorie à la pratique, les divers systèmes, méthodes de sélection et de calculs de consommations, installation, entretien, dépannage, Paris, PYC livres, 1980, 372 p. (ISBN 978-2-85330-037-7, OCLC 716210460)
- Jacques Bernier, Itinéraire du frigoriste : entretien - dépannage - sauvegarde de l'environnement : manuel d'intervention, Paris, PYC livres, 1995, 244 p. (ISBN 978-2-911008-04-7, OCLC 422059296)
- Jacques Bernier, Chauffage (et rafraîchissement) par pompe à chaleur : déterminer, installer, entretenir, Paris, PYC livres, 2007, 260 p. (ISBN 978-2-86243-084-3, OCLC 470558618)
- Jacques Bernier, L'aérosolaire ou la pompe à chaleur assistée solaire, Paris, PYC livres, 2013, 160 p. (ISBN 978-2-86243-110-9, OCLC 867849882)